# 金光みり愛
金光 みり愛（かねみつ みりあ、1994年5月8日 - ）は、日本のモデル・インフルエンサー。福岡県出身。アメリカで幼少期を過ごした帰国子女。Privèveのデザイナー・ディレクターでもある。愛称は「みぃちゃん」。

## 来歴
幼少期をアメリカで過ごし、2003年帰国。帰国後、福岡で芸能活動をスタート。フジテレビ系の『平成教育委員会』や『クイズ・ソモサン・セッパ!』などに出演。
大学入学を機に、2013年に上京。エー・チームグループの株式会社A-Lightに所属。
大学在学中の2016年に渡英し、ファッションを学ぶ。
卒業後はNYLON JAPAN公式ブロガーに選出され、カエルムに移籍。雑誌・広告、ランウェイショーのモデルとしても活動の場を広げる。
2017年、自身のアパレル会社を起業し、ファッションデザイナーとしてのキャリアをスタート。
2018年には、fashionsnap.comにて「FASHIONSNAPが選ぶ今年注目すべき原宿アイコン5人」に選出される。
2020年4月、新ブランドPrivèveのデザイナー・ディレクターに就任。

## 出演

### テレビ番組
- フジテレビ『平成教育委員会』
- フジテレビ『クイズ・ソモサン・セッパ!』
- テレビ東京『特報!B級ニュースSHOW』
- TBS『水曜日のダウンタウン』
- テレビ朝日『お願い!ランキング』
- NHK World『Kawaii International』

### 雑誌
- 『NO!!』2012年11月号 表紙（エヌオー出版）
- 『sweet』2016年4月号
- 『sweet』2016年10月号
- 『NYLON JAPAN』2016年8月号
- 『NYLON JAPAN』2017年9月号
- 『SHEL'TTER』2017年10月号
- 『ar』2018年9月号
- 『るるぶ甲府』表紙
- 『NAILMAX』
- 『ihme』表紙

### SHOWS
- 「Rakuten GirlsAward 2017 AUTUMN/WINTER」
- 「Rakuten GirlsAward 2018 SPRING/SUMMER」
- ドルチェ&ガッバーナ 2018/SS「ミレニアルズ ドルチェ&ガッバーナ東京」ランウェイ
- 「Rakuten GirlsAward 2018 AUTUMN/WINTER」

### CM
- CASIO「Handy Beauty Studio」全アジア CM 広告・LP
- EPSON「スマートキャンバス」ウェブCM
- SACS BAR 全国店舗CM・カタログ
- CANMAKE TOKYO 全国店舗CM
- ローソン テレビCM「カスタードクリームシュー」
- GU ウェブCM「卒業」篇
- グノシー「LUCRA」テレビCM
- ユニバーサル・スタジオ・ジャパン 2018夏 テレビCM

### 映画
- グ・スーヨン監督、松田翔太主演『ハードロマンチッカー』

### ラジオ番組
- TBSラジオ『GAKU-Shock』

### インターネット
- センチュリー21 ホームページ「センチュリー21ハウスウェル株式会社」
- Ashグループ 公式ホームページ2017イメージモデル
- 台湾観光庁 プロモーションビデオ
- Fashionsnap.com